# Toshiro Mifune
Toshiro Mifune (三船 敏郎, Qingdao, Kina, 1. travnja 1920. – Mitaka, Tokio, 24. prosinca 1997.) bio je japanski glumac koji se pojavio u gotovo 170 cjelovečernjih filmova.
Najpoznatiji je po suradnji s redateljem Akirom Kurosavom (Rašomon, Sedam samuraja, Krvavo prijestolje, Tjelesna straža, Sanjuro) i potretiranju Mijamota Musashija u Samurajskoj trilogiji Hiroshija Inagakija.

## Vanjske poveznice
- Službena stranica  Arhivirana inačica izvorne stranice od 30. kolovoza 2011. (Wayback Machine)(ja/en)
- Toshiro Mifune u internetskoj bazi filmova IMDb-u (engl.)
- Toshiro Mifune na Filmski leksikon